# Cemaleddin Kaplan

Logo der Organisation Kaplans

Cemaleddin Kaplan (* 1926 in İspir, Erzurum; † 15. Mai 1995 in Köln) war der Gründer der Organisation Kalifatstaat. Kaplan propagierte einen rigiden fundamentalistischen Islam und erlangte als „Chomeini von Köln“ bundesweite Bekanntschaft. Er ist der Vater von Metin Kaplan. In der türkischen Presse galt er als „schwarze Stimme“ (Kara Ses).

## Lebenslauf
Kaplan kam 1926 in İspir in der türkischen Provinz Erzurum zur Welt. Er besuchte die Grundschule und Mittelschule und nach dem Militärdienst als Externer das Gymnasium. Im Alter von 40 Jahren absolvierte er die Theologische Hochschule der Universität Ankara und war als Aufsichtsbeamter und als Leiter der Personalabteilung beim Diyanet İşleri Başkanlığı, der türkischen Religionsbehörde, tätig. Bis zum Jahre 1981 war Kaplan Mufti in Adana. Bei den Abgeordnetenwahlen 1977 kandidierte Kaplan auf der Liste der Nationalen Heilspartei (MSP) erfolglos für ein Mandat im türkischen Parlament. Nach dem Militärputsch in der Türkei 1980 wurde Kaplan auf Betreiben der Ausnahmezustandsverwaltung in den einstweiligen Ruhestand versetzt.
Kaplan ging daraufhin auf Wunsch von Necmettin Erbakan nach Deutschland. Dort erhielt er politisches Asyl und schloss sich der „Vereinigung der Neuen Weltsicht in Europa e.V.“ (AMGT), einem Teil der Millî-Görüş-Bewegung Erbakans, an. Im Jahre 1983 trennte sich Cemaleddin Kaplan von der Milli Görüş, da deren Bestreben, durch eine politische Partei und demokratische Wahlen an die Macht zu kommen, nicht mit dem Islam vereinbar sei. Im Islam gebe es nur die Partei Gottes (Hizb Allah) und ihren Gegenspieler, die Partei des Satans (Hizb ash-Shaytan). Der Weg zur Machtübernahme führe nicht über demokratische Wahlen, sondern über die Verkündung der göttlichen Botschaft (tebliğ). Kaplan ließ seine Anhänger eine 17-seitige Verlautbarung vor der Kölner Barbaros Camii verteilen. Nach tätlichen Auseinandersetzungen verließ Kaplan die AMGT. Ihm folgte etwa die Hälfte der Vereine und Moscheen. Kaplan gründete dann am 25. November 1984 in Köln den „Verband der Islamischen Vereine und Gemeinden e.V.“ (İslamî Cemiyetler ve Cemaatler Birliği, ICCB).
Auf einer Veranstaltung zu Ehren Kaplans im Jahr 1993 „bedauerte“ der deutsche Islamkonvertit Andreas Abu Bakr Rieger öffentlich vor Hunderten Zuhörern, dass die Deutschen die Juden nicht ganz vernichtet hätten: „Wie die Türken haben wir Deutschen in der Geschichte schon oft für eine gute Sache gekämpft, obwohl ich zugeben muss, dass meine Großväter bei unserem gemeinsamen Hauptfeind nicht ganz gründlich waren.“
Kaplan lehnte den Nachnamen Kaplan („Tiger“) als unislamisch ab und nannte sich Hocaoğlu („Sohn des Hodschas“). 1994 bezeichnete er seinen Verband als „Kalifatstaat“ (Hilafet Devleti) und erklärte sich in der Kölner Vereinsmoschee (Ulu Camii) selbst zum Kalifen und „Beherrscher der Gläubigen“. 1995 verstarb Kaplan in Köln. Zu seinem Nachfolger wurde sein Sohn Metin Kaplan ernannt.

## Ideologie

### Der wahre Islam
Kaplan vertrat einen rigiden Islam mittelalterlicher Prägung. Nach seiner Ansicht gibt es lediglich vier wahre islamische Bewegungen: die Muslimbrüder, die afghanischen Mudschahedin, die revolutionäre Bewegung im Iran und den Verband Kaplans.

### Koranische Vorbilder
Sein gesamtes Weltbild illustrierte Kaplan mit koranischen Figuren und Termini. Wichtige Figuren und Termini sind
- Taghut, der koranische Götze
- Pharao, der tyrannische Herrscher und koranische Gegenspieler Moses
- Karun, der biblische Korach, der im Koran den Pharao mit seinem Geld unterstützt, als Sinnbild des verdorbenen Kapitalisten
- Haman, der koranische Handlanger des Pharao
- Nemrut, nach islamischer Überlieferung ein Herrscher, der sich als Gott verehren ließ und Abraham dem Feuer überantwortete (Koran 21:68–69)
- Bel'am, im Koran namentlich nicht genannte Figur, steht für den Religionsgelehrten, der Teil des gottlosen Systems ist.

Kaplans Denken ist von einer Dichotomie geprägt. Die Geschichte der Menschheit wird als Kampf zwischen Gut und Böse betrachtet, ein Kampf zwischen Allah und Şeytan, Gott und Satan, zwischen hak und batıl, dem Wahren und dem Nichtigen, zwischen iman und küfür, Glauben und Unglauben, zwischen tevhid und şirk, Monotheismus und Polytheismus, zwischen müstekbirler und müstazaflar, Unterdrücker und Unterdrückten und zwischen der Hizbullah und der Hizbüşşeytan, der „Partei Gottes“ und der „Partei des Satans“.

### Feindbilder
Cemaleddin Kaplan hielt den Türkischen Unabhängigkeitskrieg für ein „abgekartetes Spiel von Juden und Freimaurern“ mit dem Ziel, dem Islam zu schaden. Mustafa Kemal sei bei dieser Inszenierung die Hauptrolle zugewiesen worden, da man einen Helden benötigt habe, den das Volk in einem Maße verehren würde, dass niemand es wagen könne, seine Stimme gegen ihn zu erheben. Auf diese Weise habe der Feind das erreicht, was ihm jahrhundertelang in etlichen Kreuzzügen nicht gelungen sei.

### Kaplans Weg an die Macht
Der Weg zu einem islamischen Staat sollte zunächst durch Verkündung (tebliğ) vorbereitet werden. Später sollte dann nach dem Vorbild der iranischen Revolution der gewaltsame Umsturz erfolgen, bei dem sich 50.000 Hodschas erheben sollten. Wenn die Zeit reif sei, müsse die Jugend „alle zerquetschen“. Dann werde Gott „die Faust der wahren Religion auf die Köpfe der Nichtigen hinabsausen lassen und ihre Gehirne in Stücke reißen“. Denjenigen, die auf den bewaffneten Kampf nicht bis zur nächsten Phase warten könnten, solle der Wunsch erfüllt werden – so Kaplan in einem verbandsinternen Rundschreiben – „in dem ehrenvollen Kampf unserer Brüder, der afghanischen Mudschahidin“, ihren Platz einzunehmen. Kaplan orientiert sich streng am Vorbild des Propheten Mohammed. Dieser habe auch zunächst heimlich und später offen Gottes Botschaft verkündet. Nach der Hidschra habe Mohammed sich zunächst lediglich verteidigt und erst später den Dschihad gegen die Ungläubigen geführt.

### Staatsverständnis
Nach Kaplans Staatsverständnis durfte die Herrschaft nur von Gott ausgehen. Den Koran erhob er in den Rang einer Verfassung. Er forderte ferner die konsequente Einführung des islamischen Rechts. Kaplan unterscheidet in seiner Schrift Mesajlar fünf verschiedene Staatsformen.
1. Das Kalifat
2. Das Sultanat
3. Das laizistische System der Türkei
4. Das laizistische System westlicher Prägung
5. Das kommunistische System

Nur bei dem Kalifat sei gewährleistet, dass auch die Exekutive vollständig in Händen der Religion liege. Die Herrschaft des Propheten Mohammed und die Epoche der vier „rechtgeleiteten Kalifen“ stehen für Kaplan als Vertreter dieser Staatsform. Die Rückständigkeit der islamischen Welt war für Kaplan darin begründet, dass die Muslime vom wahren Islam abgewichen sind. Die Lösung formuliert Kaplan folgendermaßen:
Du verratenes und verkauftes Volk! Es gibt nur einen einzigen Weg zur Rettung. Dieser besteht in der Rückkehr zum Koran, in der Rückkehr zum Islam. Er besteht darin, die Götzen und Götzengesetze niederzureißen, den Koran zur Verfassung, die Scharia zum Gesetz und den Staat zu einem islamischen Staat zu machen. Dann wird es weder Armut noch Verbannung, weder Unterdrückung noch Despotie, weder Anarchie noch Tränen geben.
In Kaplans Staat sollte der Kalif, analog zum iranischen Wächterrat, von einem Gremium islamischer Gelehrten (ehl-i hall vel'akd) gewählt werden. Der Kalif habe dann die Aufgabe zu kontrollieren, ob die staatlichen Institutionen gemäß dem islamischen Recht arbeiten. Die Untertanen seien dem Kalifen zu Gehorsam verpflichtet. Einen hohen Stellenwert räumt Kaplan der Schura, der Beratung, ein. Allerdings dürften Themen, zu denen bereits ein Koranvers oder eine Überlieferung verbindliche Aussagen enthielten, niemals Gegenstand der Beratung sein.

#### Die islamische Verfassung
Mitte der 1980er Jahre erarbeitete Kaplan „eigenhändig“ eine Verfassung des künftigen islamischen Staates. Diese Verfassung stimmte in wesentlichen Punkten wörtlich mit der Verfassung des Iran überein. Die Verfassung umfasste u. a. folgende Bestimmungen:
- Der Islam ist die Grundlage aller politischen, gesellschaftlichen und wirtschaftlichen Institutionen des Staates (Art. 3).
- Arabisch wird als Pflichtfach an allen Schulen eingeführt.
- Handlungsmaxime der Exekutive ist die sunnitische Lehre (Art. 10).
- Kein Muslim darf von der Erfüllung der islamischen Bestimmungen ausgenommen werden (Art. 11).
- Der islamische Mond- und Sonnenkalender [sic] wird eingeführt (Art. 38). Die Behörden richten sich nach dem Sonnenkalender.
- Die Geschlechtertrennung ist verbindlich außer beim Einkaufen oder während der Pilgerfahrt (Art. 40).
- Neben dem öffentlichen und dem privaten Sektor sollten „Einrichtungen der gegenseitigen Hilfe“ eingerichtet werden (Art. 50)
- Muslime zahlen die Zakat, Nichtmuslime die Dschizya (Art. 60).
- Einnahmequellen des Staates: von Ungläubigen kampflos ausgelieferte Beute, Kopfsteuer, Tributzahlungen, der Zehnte, ein Fünftel des Wertes ausgegrabener Schätze und die Almosensteuer.
- Das Parlament erhält die Bezeichnung Şura Meclisi, beratende Versammlung (Art. 141).
- Ein „Rat zum Schutze der Verfassung“ wird eingerichtet (Art. 154).

### Freiheit und Emanzipation
Folgende Freiheiten sollten den Bürgern zugestanden werden: Die Freiheit des Gewissens, des Eigentumerwerbs, der Berufswahl, der wissenschaftlichen Ausbildung in islamischen Lehranstalten, der Information, ferner die Reisefreiheit und die Freiheit zu heiraten. Diskriminierung aufgrund von Rasse, Hautfarbe oder Herkunft lehnt Kaplan ab. Die Frau besitze die gleichen Rechte wie der Mann, allerdings müsse man einige Angelegenheiten außer Betracht lassen, die in der seelischen und körperlichen Struktur der Frau begründet seien. Da sie besonders „wertvoll und sensibel“ sei, müsse die Frau wie eine Rose davor bewahrt werden, von Fremden „gepflückt oder gesehen“ zu werden. Die eigentliche Aufgabe der Frau sei es, zu heiraten und Kinder zu gebären. Die Frau müsse ihrem Mann gehorchen und dürfe ohne seine Einwilligung das Haus nicht verlassen.